# 岡野光喜
岡野 光喜（おかの みつよし、1945年（昭和20年）2月5日 - ）は、日本の銀行家。スルガ銀行頭取、会長を歴任した。

## 来歴・人物
静岡県出身。スルガ銀行創業家に生まれ、曾祖父である岡野喜太郎は同行初代頭取、父は同行第三代頭取を務めた岡野喜一郎。2016年7月に死去した実弟である岡野喜之助は同行副社長兼COOを務めた。
慶應義塾大学卒業後、富士銀勤務を経て入行。1985年当時には、地銀業界で最年少となる40歳でトップに就任。個人向けリテール業務への推進に舵を切り、頭取の呼称を社長に変えた。2016年6月、世代交代を鮮明にし若返りを図るため会長に退いたが、今後も経営を支えて行くとしていた。
2018年9月7日、シェアハウスオーナーへの融資に端を発する不正融資問題の調査において、最も責任が重いと第三者委員会の報告書において指摘されたことを受けて、代表取締役会長CEOを引責辞任した。
また岡野は、スルガ銀行系の一般財団法人であるベルナール・ビュフェ美術館、スルガ奨学財団、井上靖文学館、静岡県サッカー協会、企業経営研究所で理事長や理事、代表、評議員を務めていたが、2019年5月17日に開催されたそれぞれの理事会で辞任が承認された。
2013年度役員報酬1億9400万。2014年度役員報酬1億9200万円。2015年度役員報酬1億9200万円。2016年度役員報酬1億9200万円。2018年3月期の報酬は1億9700万円。
2018年11月、スルガ銀行より上記不正融資で多額の損失を招いたとして、元社長の米山明広らと連帯して総額35億円を支払うよう求める損害請求訴訟を提起される。

## 略歴
- 1960年（昭和35年） - 慶應義塾中等部卒業
- 1963年（昭和38年） - 慶應義塾高等学校卒業
- 1967年（昭和42年） - 慶應義塾大学経済学部卒業後、米国・アイオワ州コーネルカレッジ留学。
- 1969年（昭和44年） - 富士銀行（現：みずほ銀行）入行。 ロンドン支店勤務等を歴任する。
- 1975年（昭和50年） - 駿河銀行（現：スルガ銀行）入行。
- 1979年（昭和54年） - 取締役。
- 1980年（昭和55年） - 常務取締役。
- 1983年（昭和58年） - 専務取締役。
- 1985年（昭和60年） - 代表取締役頭取。
- 1998年（平成10年） - 代表取締役社長。
- 2000年（平成12年） - 代表取締役社長兼CEO。
- 2016年（平成28年） - 代表取締役会長兼CEO。
- 2018年（平成30年） - 不正融資問題の責任を取り代表取締役会長兼CEOを辞任。

## 著作

### 著書
- 『岡野光喜の国際ビジネスマン訪問』（岑亜紀良訳）ケイザイ春秋社 1981年

### 監訳書
- A.ラパポート著『株式公開と経営戦略』（古倉義彦訳）東洋経済新報社 1989年。ISBN 4492520570